# Agrostis manii
Agrostis manii é uma espécie de gramínea do gênero Agrostis, pertencente à família Poaceae.